# Route départementale 203 (Haïti)
Pour les articles homonymes, voir Route 203.
La route départementale 203, ou RD 203, est une route départementale d'Haïti à Aquin.

## Présentation
La route RD 203 commence au carrefour 44 de la RN 2.
Elle traverse Macéan, Malebranche, la rivière Bois D'ormes et se termine au carrefour Bois D'ormes avec les  RD 202 et RD 401.

## Tracé
- carrefour 44, RN 2
- Macéan
- Malebranche
- Dumolin
- rivière Bois D'ormes
- Bois D'ormes
- Bois D'ormes, RD 202 et RD 401